# 엔리카 마리아 모두그노
엔리카 마리아 모두그노(Enrica Maria Modugno, 1958년 8월 5일 ~ )는 이탈리아의 배우이다.
로마에서 태어났다.

## 영화
- 종달새 농장 (2007년)
- 루시퍼 (1997년)
- 모로 사건 (1986년)
- 미사는 끝났다 (1985년)
- 카오스 (1984년)
- 비앙카 (1983년)
- 로렌조의 밤 (1982년) - 마라 역